# Mahungarape Island
Mahungarape Island, auch als Round Island bekannt, ist eine kleine Insel an der Ostküste der Coromandel Peninsula an der Nordinsel von Neuseeland.

## Geographie
Die Insel befindet sich im nordwestlichen Teil der Mercury Bay, rund 5,5 km nordöstlich von Whitianga. Mit einer Höhe von 46 m und einer Flächenausdehnung von lediglich 1 Hektar, besitzt die kleine Insel sehr steile Hänge. Die Insel ist, sofern es die Steilhänge zulassen, bewaldet.
Rund 1,9 km in südöstlicher Richtung befindet sich in der Mitte der Mercury Bay die Insel Motukorure Island.